# Metro de Medellín
El Tren metropolitano del Valle de Aburrá, conocido como Metro de Medellín, es el sistema de transporte ferroviario urbano del tipo metro que sirve al área metropolitana del Valle de Aburrá en Antioquia, Colombia. Está compuesto por tres líneas férreas: dos de servicio comercial —la línea A y la línea B— y una línea de alimentación, la línea C, que conecta con la línea B y presta servicio comercial únicamente en ocasiones especiales. En conjunto, estas líneas suman una extensión de 34,52 kilómetros.
El sistema cuenta con 28 estaciones en operación, todas adaptadas para facilitar el ingreso a personas con movilidad reducida –PMR–. Su administración está a cargo de la empresa de capital estatal Empresa de Transporte Masivo del Valle de Aburrá Ltda. – Metro de Medellín Ltda.
Forma parte del Sistema integrado de transporte del Valle de Aburrá –SITVA–, junto al Metrocable, al Metroplús, al Sistema integrado de transporte –SIT– y al Tranvía de Medellín.
Como la primera experiencia de transporte masivo moderno en Colombia y el único sistema de metro en el país, el Metro de Medellín corresponde a los planes urbanísticos más elaborados del departamento de Antioquia.

## Historia

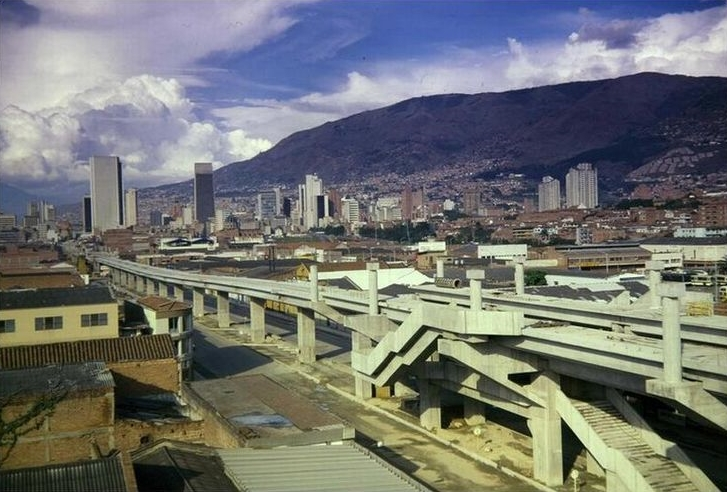
Construcción de la Estación Alpujarra del Metro de Medellín.

### Antecedentes
En 1977 el departamento de Antioquia y el municipio de Medellín, con la asesoría de las firmas Francorail y Sofrerail, realizan un estudio para un sistema de transporte masivo que planteaba un corredor férreo entre Bello e Itagüí, con la posibilidad de atender al centro de Medellín con una estación.
Mediante la Ordenanza 42 del 30 de noviembre de 1977 y el Acuerdo 31 de 13 de diciembre de 1977, se autoriza la creación de la Empresa de Transporte Masivo del Valle de Aburrá, su objetivo era adelantar los estudios de un sistema de transporte masivo para el Valle de Aburra.
En julio de 1983 se da inicio a la Licitación Pública Internacional n.º 001-83, siendo su objeto el «diseño detallado, construcción, suministro, transporte, nacionalización, entrega en funcionamiento y capacitación del personal para el metro de la ciudad de Medellín y el Valle de Aburrá». En agosto se realiza la evaluación de las 11 propuestas presentadas, siendo adjudicada la licitación el 24 de noviembre de 1983 al proponente Consorcio Hispano-Alemán por un valor total equivalente de USD $580 millones.

### Construcción
En enero de 1984 con base en el estudio «Evaluación técnico económica de llegada al centro y variante Bolívar» se establecieron las características definitivas del proyecto. Los cambios en las líneas buscaban atraer una mayor demanda, aumentando el cubrimiento del servicio y garantizando mayor eficiencia en la operación. Estas variaciones en las obras aumentaron el valor del proyecto de USD $636.1 millones a USD $643.5 millones. El 30 de abril de 1985 se da la orden al consorcio para dar inicio a los trabajos de construcción del Metro de Medellín. Para 1987 el proyecto acumulaba un retraso de 23 meses con respecto al cronograma inicial y de acuerdo con el programa se tenía presupuestado terminar el proyecto en mayo de 1990.

### Suspensión de la obra
Los retrasos, en conjunto con los problemas financieros llevan al consorcio a paralizar las obras en octubre de 1989, aún cuando se había llegado a un acuerdo para reestructurar el proyecto en el Acuerdo de Madrid debido a que la nación no avaló las garantías de los nuevos créditos necesarios para cumplir con el acuerdo. En diciembre de 1989 es aprobada la Ley de Metros (Ley 86 de 1989), permitiendo a las regiones el cobro de una sobretasa a la gasolina y el aumento de las tarifas de los gravámenes de su competencia.

### Reanudación
En marzo de 1991 el consorcio y la empresa generan el Acuerdo de Bogotá, sin embargo, este no prospera. Esto lleva a la a declarar la caducidad administrativa del Contrato 49 en diciembre de 1991. En febrero del siguiente año las partes acuerdan la prórroga del proyecto en 36 meses, el pago anticipado de 50 millones de dólares estadounidenses y la intervención de unos amigables componedores para resolver las reclamaciones del consorcio, permitiendo que se revocara la declaración de caducidad en agosto de 1992 y reiniciar las obras en diciembre del mismo año. En total el Metro de Medellín estuvo paralizado durante 38 meses.

### Inauguración
La primera prueba técnica del sistema se realiza el 8 de abril de 1994 en un trayecto de 11 km de la Línea A entre los talleres en Bello y la Estación Caribe. El 30 de noviembre de 1995 fue inaugurado el Metro de Medellín por los entonces: Presidente de la República Ernesto Samper Pizano, el alcalde de Medellín Sergio Naranjo Pérez, el gobernador de Antioquia Álvaro Uribe Vélez y el Gerente de la Empresa de Transporte Masivo del Valle de Aburrá, Alberto Valencia Ramírez; en un tramo de la Línea A, entre la estación Niquia y la estación Poblado. Posteriormente se habilita la Línea B el 28 de febrero de 1996 y finalmente entra en operación todo del sistema el 30 de septiembre de 1996 con la inauguración del tramo entre la estación Poblado y la estación Itagüí.

## Cronología
- El 30 de noviembre de 1995 es inaugurada la Línea A.
- El 29 de febrero de 1996 es inaugurada la Línea B.
- El 29 de febrero de 2008 es inaugurada la ampliación de la Estación Itagüí.
- El 16 de mayo de 2008 es inaugurada la ampliación de la Estación Niquía.
- En 2009 se firma el contrato entre el Metro de Medellín y la empresa Construcciones y Auxiliar de Ferrocarriles para la fabricación y entrega de 38 trenes nuevos que complementen al sistema.
- En 2011 se entregan los primeros trenes CAF (segunda generación) al Metro.
- El 17 de septiembre de 2012 es inaugurada la ampliación al sur y las estaciones Sabaneta y La Estrella.[14]
- En 2019 inicia el proceso de modernización de los 126 coches de primera generación de la empresa.
- El 28 de febrero de 2019 se inaugura la Línea M.
- En 2023 inicia la preconstrucción de la futura Línea E o Metro de la 80.
- A finales de 2023 finaliza la modernización de los trenes de primera generación del sistema.

## Estructura

### Líneas
El sistema consta de dos líneas en funcionamiento. Cada línea se identifica con una letra y un color. Fueron inauguradas entre 1995 y 1996, tiene un total de 27 estaciones y 34.5 km de longitud.
En el siguiente cuadro se relaciona el nombre, el color distintivo, la longitud, las estaciones terminales, la capacidad, el año de apertura, la suma de estaciones y la cantidad y tipo de vehículos:
| Línea | Longitud (km) | Estaciones terminales    | Capacidad | Inauguración            | Estaciones | Vehículos   | Tipo de vehículos |
| ----- | ------------- | ------------------------ | --------- | ----------------------- | ---------- | ----------- | ----------------- |
| A     | 25.8          | Niquía ↔ La Estrella     | 48 653    | 30 de noviembre de 1995 | 21         | 80          | Trenes            |
| B     | 5.5           | San Antonio ↔ San Javier | 16 231    | 29 de febrero de 1996   | 7          | 80          | Trenes            |
| E     | 13.25         | Caribe ↔ Aguacatala      | 14 000    | En construcción         | 17         | Desconocido | Tren ligero       |

#### Línea A
La Línea A es la inaugural de la red y es el eje principal del SITVA, su curso es en sentido norte-sur y viceversa. El recorrido completo de la línea, identificada con el color azul, tarda aproximadamente 42 minutos.
Su primer tramo, entre la estación Niquia y la estación Poblado, fue inaugurado el 30 de noviembre de 1995; siendo extendida con el tramo entre la estación Poblado y la estación Itagüí el 30 de septiembre de 1996.
Actualmente, la línea tiene una extensión de 25.8 km y 21 estaciones distribuidas en el Área Metropolitana del Valle de Aburrá. Su recorrido desde el norte, paralela al Río Medellín, inicia en la estación Niquía, ubicada en el municipio de Bello, girando posteriormente hacia el oriente y elevándose para cruzar el río y alejarse de éste. Después de este cruce se encuentra la primera estación elevada: la estación Universidad, localizada en el distrito de Medellín. La línea A continua elevada en las subsiguientes estaciones, atravesando el distrito, hasta la estación Exposiciones en donde comienza el descenso hasta tocar tierra en la estación Industriales y se reencuentra con el río. Luego gira hacia el occidente para cruzar, por segunda vez, el río Medellín entre las estaciones Ayurá y Envigado, ambas en el municipio de Itagüí. La línea A cruza el río Medellín por tercera y última vez entre las estaciones Itagüí y Sabaneta localizada en el municipio homónimo. Este recorrido norte-sur finaliza en la estación terminal La Estrella, ubicada dentro de los límites del municipio de Sabaneta.
La Línea A es la línea más utilizada del metro. Esto se debe a que, además de servir a gran parte de la población del área metropolitana, ella recorre el principal eje económico, comercial y cultural del distrito de Medellín, ubicándose a lo largo de su recorrido diversos hitos urbanos, como la Universidad de Antioquia, el Parque de Berrío, el Centro Administrativo La Alpujarra y, finalmente, la Plaza Mayor Medellín Convenciones y Exposiciones, entre otros más.

#### Línea B
La Línea B también es parte integral del SITVA, su curso es en sentido centro-occidente y viceversa. El recorrido completo de la línea, identificada con el color naranja, tarda aproximadamente 10.5 minutos.
Fue puesta en operación el 29 de febrero de 1996. Actualmente, la línea tiene una extensión de 5.5 km y siete estaciones que sirven exclusivamente al distrito de Medellín. Su recorrido inicia en el centro de la ciudad, concretamente en la estación de interconexión San Antonio. Prosigue su curso hacia el occidente de la urbe mediante viaducto elevado, pasando sobre la calle 46 hacia la estación Cisneros, ubicada en el cruce de la Avenida Ferrocarril con la calle 46; continua al occidente sobrepasando el Río Medellín, para luego tomar un curso paralelo al cauce de la quebrada la Hueso, recorriendo las estaciones Suramericana, Estadio, Floresta y Santa Lucía de forma elevada.
Finalmente pasa a nivel superficial para terminar su recorrido en la estación San Javier, la cual permite la transferencia a la línea J del Metrocable.

#### Línea E
La línea E, también conocida como Metro de la 80 o línea E de Ecociudad, es un proyecto de tren ligero de la Empresa de Transporte Masivo del Valle de Aburrá Limitada – Metro de Medellín Limitada que recorrerá el occidente de Medellín a lo largo de la avenida 80. Tendrá una extensión de 13,25 km con 17 estaciones a nivel y capacidad estimada para transportar unos 192 000 pasajeros diarios. El trazado se conectará con la línea A en las estaciones Caribe y Aguacatala, y con la línea B en la estación Floresta.

### Estaciones
El Metro de Medellín cuenta en sus dos líneas con 27 estaciones férreas, 19 de las cuales se encuentran en el municipio de Medellín, tres en el municipio de Bello, dos en el municipio de Itagüí, dos en el municipio de Sabaneta y una en el municipio de Envigado.
Listado de las estaciones del Metro de Medellín. En negrita, estaciones de combinación con otras líneas del SITVA.
| · Línea A | - Niquía - Bello - Madera - Acevedo - Tricentenario - Caribe - Universidad - Hospital - Prado - Parque Berrío - San Antonio - Alpujarra - Exposiciones - Industriales - Poblado - Aguacatala - Ayurá - Envigado - Itagüí - Sabaneta - La Estrella |
| · Línea B | - San Antonio - Cisneros - Suramericana - Estadio - Floresta - Santa Lucía - San Javier |
| Línea E   | - Caribe - Córdoba - Ciudadela Educativa Pedro Nel Gómez - San Germán - Colombia - Floresta - Los Pinos - San Juan - Villa de Aburrá - La Palma - San Bernardo - Loma de los Bernal - La Mota - Cristo Rey - Guayabal - Apolo - Aguacatala        |

### Interconexión
Desde de su planeación, el Metro de Medellín fue concebido como la columna vertebral del SITVA, fuertemente conectado con las partes integrantes del sistema. El primer método de transporte en ser integrado al Metro de Medellín fue el sistemea de teleféricos Metrocable de Medellín, cuando el 7 de agosto de 2004 es inaugurada la línea K, convirtiendo a Medellín en la primera ciudad en el mundo en implementar un sistema de teleférico como medio de transporte público de tiempo completo, además de emplearlo con proyección social.
Más adelante, el 22 de diciembre de 2011 y al entrar en funcionamiento la línea 1 del Metroplús se une al Metro de Medellín como nuevo componente del entramado de transporte masivo de la ciudad.
Al entrar en operación las rutas alimentadoras del Metroplús, conocidas localmente como SIT, un nuevo elemento es añadido a la integración de transporte, teniendo al metro como eje estructurante.
En el 2011, da inicio el sistema de bicicletas públicas EnCicla, y el Metro, al contar con ciertas estaciones para las bicicletas, consolida su posición predominante como pilar del SITVA.
El último método de transporte interconectado con el metro es la línea T conocida como el «Tranvía de Ayacucho», el cual fue inaugurado el 15 de octubre de 2015; pero inicio operaciones el 30 de noviembre,

## Material rodante
El material rodante del Metro de Medellín es alimentado por energía eléctrica,  mediante una catenaria aérea flexible. El ancho de vía utilizado es de 1435 mm (4' 81/2"), el cual es el ancho internacional.
El Metro de Medellín cuenta con una flota de 80 trenes en total, divididos en 2 lotes:
• 1er lote: Fabricados por la empresa MAN SE-Siemens en el año 1989/1990; son los trenes más antiguos del sistema. Se produjeron 42 trenes en total, que iniciaron un proceso de modernización desde el año 2019, el cual tuvo como objetivo la repotenciación y puesta a punto de los componentes más importantes de los vagones (junto a otros sistemas), así como la integración de nuevos componentes que permitieran adecuar a estos trenes a los estándares de tecnología ferroviaria más actuales. La modernización finalizó en 2023, con las últimas dos unidades intervenidas, dando fin a un proceso de casi 5 años de duración.
• 2° lote: Fabricados por Construcciones y Auxiliar de Ferrocarriles (CAF) en el 2009 (primer lote) y 2017 (segundo lote), son los trenes más nuevos del sistema. Se produjeron 38 trenes para complementar la flota antigua de trenes MAN.
| Lote | Diagrama  | Foto      | Constructora | Fecha de entrega | Motor             | Ancho de vía | N.º vagones | Vagones conectados | Altura interna | Altura total | Longitud | Longitud carro | Longitud total | Capacidad pasajeros           | Velocidad máxima | Opera en |
| ---- | --------- | --------- | ------------ | ---------------- | ----------------- | ------------ | ----------- | ------------------ | -------------- | ------------ | -------- | -------------- | -------------- | ----------------------------- | ---------------- | -------- |
| 1er  |           | sin marco | MAN          | 1995             | Corriente alterna | 1435 mm      | 3           | No                 | 220 cm         | 380 cm       | 320 cm   | 22.86 metros   | 68.58 metros   | 148 (sentados) 1 220 (de pie) | 80 km/h          |          |
| 2º   | sin_marco | sin marco | CAF          | 2009             | Corriente alterna | 1435 mm      | 3           | Sí                 | 220 cm         | 380 cm       | 320 cm   | 23.09 metros   | 69.29 metros   | 120 (sentados) 1 021 (de pie) | 80 km/h          |          |

#### Compra de trenes

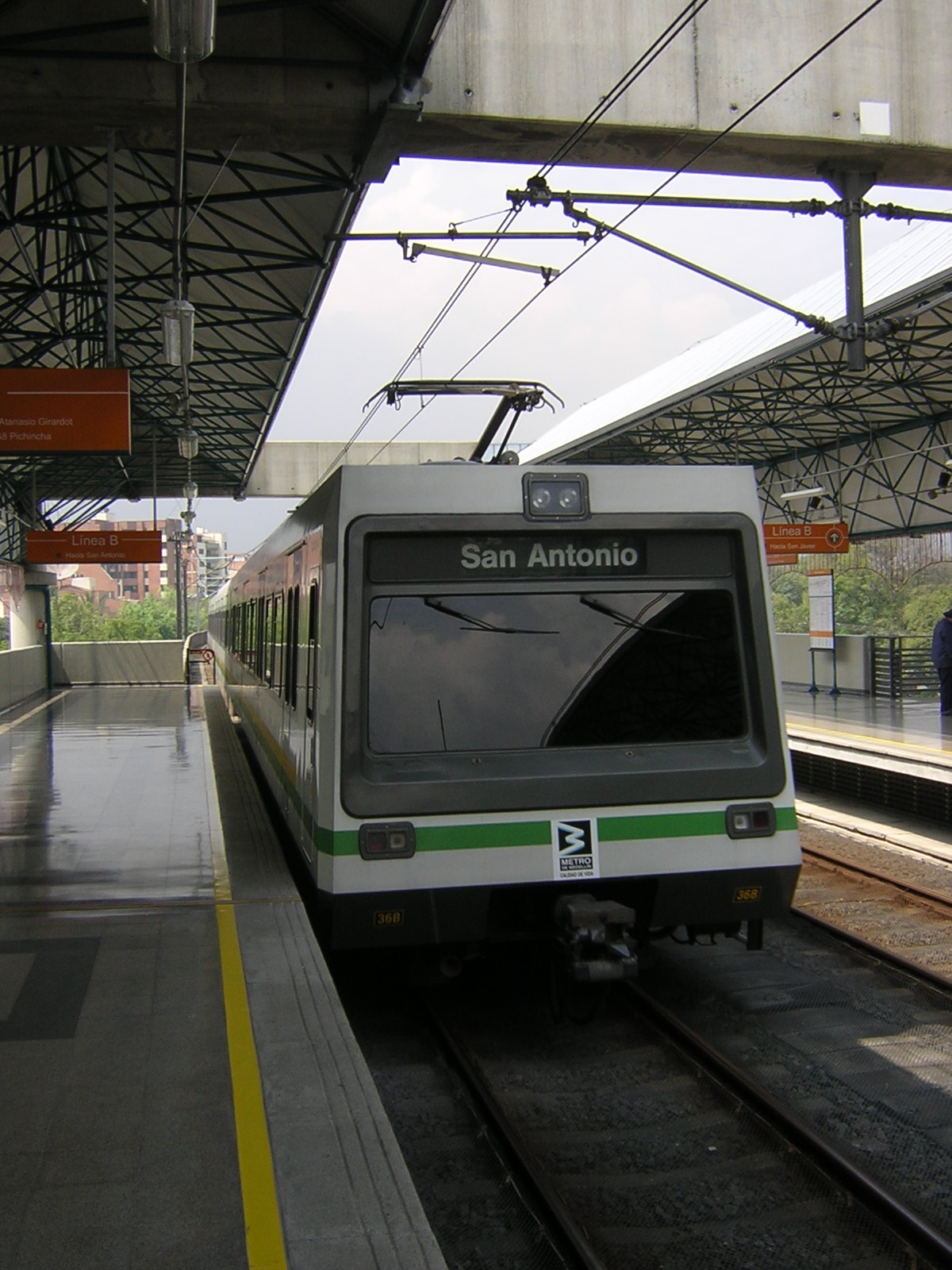
Primer modelo de trenes del Metro de Medellín.

Para el año 2011 la empresa Metro de Medellín Ltda. contaba con 42 trenes de tres coches cada uno —para un total de 126 coches o vagones— que prestan servicio comercial para las líneas A y B.
En el 2009 Metro de Medellín Ltda. firmó con la compañía española Construcciones y Auxiliar de Ferrocarriles (CAF), la compra de 12 trenes conformados cada uno por tres coches lo cual equivale a un total de 36 coches nuevos.
Con los trenes se atiende el servicio hasta la nueva estación terminal Sabaneta, en el municipio homónimo, de la extensión de la línea A. Esto mejorará la frecuencia de los trenes en el resto de las líneas y atenderá el incremento de demanda de usuarios. La inversión total fue de $211 000 millones de pesos colombianos aproximadamente, que han sido cancelados con recursos propios y con un crédito de los bancos colombianos Banco de Occidente y Banco AV Villas, informó la empresa antioqueña.
También serán invertidos otros $57 000 millones de pesos en los desarrollos complementarios para poner en circulación los vehículos nuevos.
La firma española ha construido trenes para los metros de Santiago de Chile, São Paulo, Ciudad de México, Madrid, Barcelona, Bilbao, Washington, Londres, Roma y Hong Kong, entre otros.

## Medio de pago y tarifas
En la actualidad, existe solo un medio de pago para el uso del servicio del Metro de Medellín: la tarjeta inteligente Cívica. Anteriormente, también se podía acceder con boletos, que permitían la realización de uno o varios viajes, siendo introducidos en los torniquetes que separan el acceso público a la estación del sector de andenes. Dichos boletos podían ser adquiridos en las boleterías disponibles en todas las estaciones; sin embargo, en el 2007 la ETMVA comenzó el proceso de sustitución total de este sistema. El uso de la tarjeta permite la utilización de un sistema de tarifa integrada al usar el SITVA.
El 10 de diciembre de 2020 se anunció el lanzamiento de la aplicación móvil Cívica Pay, la cual permite la recarga sin necesidad de consumo datos móviles.

### Tarifas
Las tarifas del sistema se establecen anualmente mediante resolución oficial emitida por el Área Metropolitana del Valle de Aburrá, en su calidad de autoridad de transporte. Estas tarifas son de obligatorio cumplimiento para todos los modos integrados en el SITVA y pueden ser modificadas de acuerdo con criterios técnicos, financieros y de política pública.
La Tarjeta Cívica permite acceder a diferentes tipos de tarifas según el perfil del usuario y el modo de transporte. Los usuarios que registran su tarjeta pueden acceder a tarifas preferenciales, que incluyen subsidios para estudiantes, adultos mayores, personas con discapacidad (PMR) y beneficiarios del SISBEN. Estas tarifas diferenciales son posibles gracias al sistema de personalización, el cual asocia el perfil socioeconómico del usuario a la tarjeta.
Las siguientes tarifas comenzaron a regir a partir del 1 de enero de 2025:
| Esquema de integración                             | Esquema de integración                                                           | Perfil tarifario   | Perfil tarifario   | Perfil tarifario   | Perfil tarifario   | Perfil tarifario     |
| -------------------------------------------------- | -------------------------------------------------------------------------------- | ------------------ | ------------------ | ------------------ | ------------------ | -------------------- |
| Esquema de integración                             | Esquema de integración                                                           | Frecuente          | Adulto mayor       | Estudiantil        | PMR                | Al portador Eventual |
| 1                                                  | Metro / Ruta alimentadora / Tranvía / Metroplús / Metrocable                     | $3 430             | $3 060             | $1 420             | $2 480             | $3 900               |
| 2                                                  | Tranvía / Metroplús + Metro / Metrocable                                         | $3 430             | $3 060             | $1 420             | $2 480             | $3 900               |
| 3                                                  | Ruta alimentadora + Tranvía / Metroplús                                          | $3 430             | $3 060             | $1 420             | $2 480             | $3 900               |
| 4                                                  | Tranvía + Metrocable / Metro                                                     | $3 430             | $3 060             | $1 420             | $2 480             | $3 900               |
| 5                                                  | Ruta alimentadora + Metro / Metrocable                                           | $4 110             | $3 740             | $2 100             | $3 160             | $4 580               |
| 6                                                  | Ruta alimentadora + Tranvía / Metroplús + Metro / Metrocable                     | $4 110             | $3 740             | $2 100             | $3 160             | $4 580               |
| 7                                                  | Ruta alimentadora + Ruta alimentadora                                            | $4 110             | $3 740             | $2 100             | $3 160             | $4 580               |
| 8                                                  | Ruta alimentadora + Tranvía / Metroplús + Ruta alimentadora                      | $4 790             | $4 420             | $2 780             | $3 840             | $5 260               |
| 9                                                  | Ruta alimentadora + Metro / Metrocable + Ruta alimentadora                       | $5 470             | $5 100             | $3 460             | $4 520             | $5 940               |
| 10                                                 | Ruta alimentadora + Tranvía / Metroplús + Metro / Metrocable + Ruta alimentadora | $5 470             | $5 100             | $3 460             | $4 520             | $5 940               |
| Perfiles tarifarios Línea L – Cable Turístico Arví | Perfiles tarifarios Línea L – Cable Turístico Arví                               | Costo por trayecto | Costo por trayecto | Costo por trayecto | Costo por trayecto | Costo por trayecto   |
| 1                                                  | Tarifa para estratos 1, 2 y 3                                                    | $3 500             | $3 500             | $3 500             | $3 500             | $3 500               |
| 2                                                  | Tarifa para nacionales con tarjeta Cívica personalizada                          | $10 950            | $10 950            | $10 950            | $10 950            | $10 950              |
| 3                                                  | Tarifa para extranjeros o usuarios sin tarjeta personalizada                     | $24 500            | $24 500            | $24 500            | $24 500            | $24 500              |

Estas tarifas del Cable Arví comenzaron a regir desde el 11 de abril de 2025.

## Horarios
| Línea | Línea  | Lunes | Martes | Miércoles | Jueves | Viernes | Sábado | Domingo | Festivos |
| ----- | ------ | ----- | ------ | --------- | ------ | ------- | ------ | ------- | -------- |
|       | Inicio | 4:30  | 4:30   | 4:30      | 4:30   | 4:30    | 4:30   | 5:00    | 5:00     |
| Fin   | 23:00  | 23:00 | 23:00  | 23:00     | 23:00  | 23:00   | 22:00  | 22:00   |          |

## Flujo de pasajeros
| Pasajeros movilizados por línea por año | Pasajeros movilizados por línea por año | Pasajeros movilizados por línea por año | Pasajeros movilizados por línea por año |
| Año                                     |                                         |                                         | Total                                   |
| --------------------------------------- | --------------------------------------- | --------------------------------------- | --------------------------------------- |
| 2000                                    | 78 876 202                              | 15 225 350                              | 94 101 552                              |
| 2001                                    | 81 143 870                              | 15 853 385                              | 96 997 255                              |
| 2002                                    | 81 260 232                              | 15 876 119                              | 97 136 351                              |
| 2003                                    | 91 628 692                              | 15 939 685                              | 107 568 377                             |
| 2004                                    | 101 412 024                             | 16 936 796                              | 118 348 820                             |
| 2005                                    | 99 668 593                              | 17 612 868                              | 117 281 461                             |
| 2006                                    | 102 384 333                             | 17 994 997                              | 120 379 330                             |
| 2007                                    | 114 055 076                             | 19 928 420                              | 133 983 496                             |
| 2008                                    | 125 336 225                             | 21 558 681                              | 146 894 906                             |
| 2009                                    | 119 565 053                             | 20 810 193                              | 140 375&246                             |
| 2010                                    | 127 265 889                             | 22 373 509                              | 149 639 398                             |
| 2011                                    | 136 168 219                             | 23 581 004                              | 159 749 223                             |
| 2012                                    | 138 580 511                             | 24 176 255                              | 162 756 766                             |
| 2013                                    | 149 694 681                             | 25 411 162                              | 175 105 843                             |
| 2014                                    | 156 126 317                             | 26 833 094                              | 182 959 411                             |
| 2015                                    | 172 794 304                             | 29 048 520                              | 201 842 824                             |
| 2016                                    | 176 736 052                             | 30 196 935                              | 206 932 987                             |
| 2017                                    | 206 435 525                             | 32 073 979                              | 238 509 504                             |

## Proyectos
Otras grandes inversiones serán soportadas en su mayoría con recursos propios del Metro y buscan extender y mejorar la calidad de vida entre todos los habitantes del Valle de Aburrá.
- Actualmente se está realizando la construcción de la futura Línea E o Metro de la 80. Esta nueva línea operará con vehículos tipo "metro ligero" (similares al tranvía, pero con vía propia), tendrá 17 estaciones y recorrerá mayormente la Avenida 80, desde la estación Caribe hasta la estación Aguacatala en el sur de la ciudad. Se estima que estará operativa en el año 2028.
- La alcaldía de Medellín firmó en 2021 un convenio para iniciar los estudios de prefactibilidad y factibilidad de una nueva línea férrea, la cual se planea que sea 100 % subterránea, y cuya letra sería la línea S.[39][40][41]
- El 21 de mayo del 2024, el Metro de Medellín, junto con la Alcaldía de Medellín y la Gobernación de Antioquia, anunciaron la compra de 13 trenes nuevos para el sistema y una máquina reperfiladora. Se estima que estos nuevos vehículos estén operativos en el año 2027, y es posible que sean fabricados y construidos en los Talleres del Metro de Medellín.

## Certificaciones

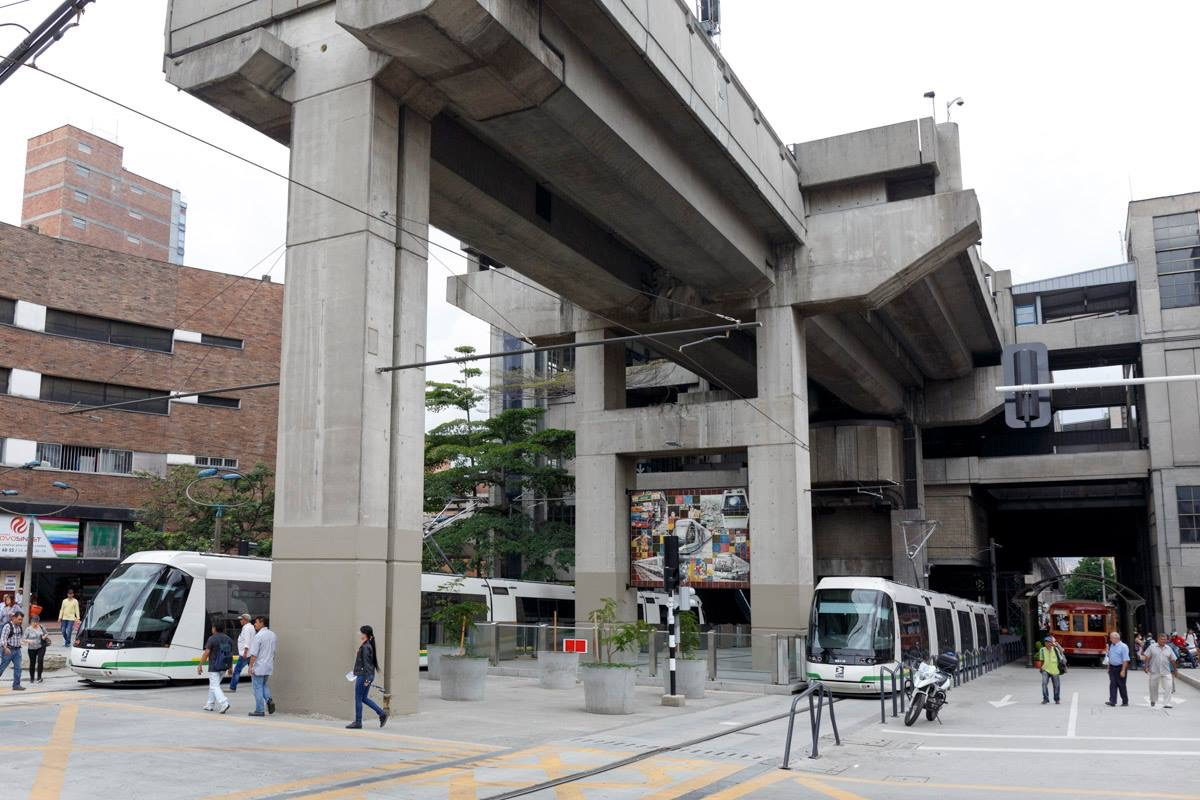
Estación San Antonio del Metro de Medellín

El Metro de Medellín, junto con el Metro de Santiago de Chile, son los únicos metros iberoamericanos que no son subsidiados por los gobiernos locales en su operación. Además, el Metro de Medellín es autocosteable en la operación y mantenimiento del sistema. En las calificaciones del Metro se incluyen también los subsidios que este ofrece (hasta de un 50 % en relación con la tarifa aprobada por la Autoridad Metropolitana), a usuarios que por su condición socioeconómica, física o laboral, se considera deben disfrutar de este beneficio; tal es el caso de los estudiantes, personas de la tercera edad, y personas de movilidad reducida.
El Metro de Medellín es uno de los tres únicos metros del mundo que genera excedentes operativos. La operación comercial del Metro —servicio de transporte, arrendamientos y explotación de espacios publicitarios—, genera excedentes operacionales antes de depreciaciones y provisiones (EBITDA). A 31 de diciembre de 2007 estos excedentes fueron de COP$47 178 millones de pesos. Estos positivos resultados, que se han mantenido en niveles superiores al 20 % durante los últimos cinco años, ratifican la rentabilidad operativa de la empresa.
En 2007 la empresa recibió la certificación de las Normas Técnicas Colombianas ISO 14001:2004, Sistema de Gestión Ambiental, y de OHSAS 18001:1999, Sistema de Gestión en Seguridad y Salud Ocupacional. Así se complementó el Sistema de Gestión Integral del Metro con la norma ISO 9001:2000, Sistemas de Gestión de la Calidad, todo lo cual convierte a la Empresa en la única certificada en estas tres normas entre los miembros de la Asociación Latinoamericana de Metros y Subterráneos (ALAMYS). Ese posicionamiento internacional permitió iniciar en 2007 la explotación del conocimiento ferroviario, único en el país y reconocido en el extranjero por empresas de América y Europa, con las que se comenzaron a establecer alianzas y convenios comerciales que representarán una importante fuente de ingresos para la empresa.

## Premios y reconocimientos
En 2007 el Metro fue invitado especial al 1.er Congreso Internacional de Seguridad Integral en Ferrocarriles Metropolitanos realizado en Madrid, España, con presencia de trescientos especialistas de 17 países, pues los organizadores del certamen querían conocer de primera mano el sistema de seguridad implementado por el Metro de Medellín, el cual goza de un buen nombre entre los metros de Latinoamérica.
Duff & Phelps de Colombia S.A. asignó en 2008, por tercer año consecutivo, la calificación «A+» (A más) a la deuda corporativa de la Empresa de Transporte Masivo del Valle de Aburrá] (ETMVA)-Metro de Medellín Ltda. Además, el Banco Mundial ha reconocido al Metro de Medellín por sus balances positivos, que desde 2001 han crecido significativamente.

## Incidentes y Accidentes
- El 2 de octubre de 1996 un tren de la Línea A descarriló haciendo maniobras de retorno en la Estación Poblado, no se reportaron heridos y el tren fue llevado a los talleres poco después para ser revisado y reparado.[44]
- El 12 de enero de 2014, un muro de contención en la margen izquierda del Río Medellín entre las estaciones Ayurá y Envigado de la Línea A se derrumbó debido a las altas lluvias y falta de mantenimiento en la canalización, el servicio estuvo suspendido entre las estaciones Aguacatala y La Estrella por 10 días.[45]
- El 13 de marzo de 2014, nuevamente hubo un deslizamiento en un muro de contención del Río Medellín entre las estaciones Aguacatala y Ayurá de la Línea A, paralizando 6 estaciones del sur y causando caos en la movilidad, el servicio estuvo suspendido por 11 días.[46]
- En la madrugada del 22 de julio de 2018, un grupo de cinco grafiteros que se encontraban vandalizando un tren estacionado entre las estaciones Poblado y Aguacatala, fueron arrollados por un tren realizando inspecciones previas al inicio del servicio comercial, tres personas fallecieron, dos resultaron ilesos y escaparon del lugar.[47]
- El 7 de enero de 2020, un cable que estaba siendo montado en las pilonas del nuevo Metrocable Línea P, cayó sobre una gasolinera y la Autopista Norte, dejando como saldo a 7 personas heridas y daños estructurales considerables en la estación de servicio.[48]
- El 21 de marzo de 2021, debido a las fuertes lluvias, ocurrió un derrumbe de tierra al lado de la vía férrea entre las estaciones Acevedo y Madera, causando demoras en el servicio, la Línea A operó con normalidad entre La Estrella y Acevedo, mientras que la sección restante hacia Niquía operó con trenes cada 15 minutos y apoyado por buses padrones del Metroplús. La línea A volvió a operar con normalidad hasta el 5 de abril. [49]
- El 16 de junio de 2022, debido a las fuertes lluvias un socavón se generó al lado de la vía férrea entre las estaciones Caribe y Tricentenario, separando la Línea A en dos, trenes operaban entre Niquía - Acevedo y Caribe - La Estrella con frecuencias reducidas, y requiriendo transbordos a buses del metro para realizar el viaje completo, causando caos en la movilidad del Área Metropolitana por una semana.[50]
- El 3 de febrero de 2022, dos trabajadores del metro fueron arrollados por un tren en la Estación Sabaneta mientras realizaban inspecciones rutinarias en las vías.[51]
- El 28 de agosto del 2023 una falla técnica en un tren saliendo de la Estación Industriales durante la hora pico de la tarde causó descontrol cuando pasajeros a lo largo de la Línea A decidieron caminar por las vías, haciendo caso omiso a las instrucciones del personal operativo, esto causó que el servicio en las Líneas A y B fueran suspendidos de manera indefinida, junto a las líneas de Metrocable K, P y J hasta garantizar una operación segura. El servicio reanudó a las 8:18 de la noche.[52]

- El 2 de noviembre de 2023 dos tranvías de la Línea T chocaron contra un bus de servicio público y dos motocicletas cerca a la Parada San José, 15 personas resultaron heridas. Según testigos, el tranvía que iba en dirección Oriente-San Antonio omitió una señal de alto.[53]

- El 26 de junio de 2024, se registró la colisión entre dos telecabinas del Metrocable Línea K sobre la plazoleta oriental de la Estación Popular, lo que resultó en el descuelgue e inmediata caída de una de las cabinas sobre la vía pública, en la cual viajaban 11 pasajeros. El accidente deja un saldo de 20 personas heridas y un fallecido.[54]
- El 21 de octubre de 2024, ocurrió un incidente en la Línea C (o línea de enlace) luego de que ocurriera un corto circuito en la catenaria mientras pasaba un tren sin servicio causando daños y la suspensión del servicio en la Línea B, y servicio reducido en la Línea A, generando caos en movilidad durante 4 horas. Las hipótesis apuntan a que un rayo cayó en la zona durante el fin de semana, o incluso el mismo día del incidente. [55]

### Revistas
Restrepo Vélez, María Elena (2014). «Pasado, presente y futuro del metro de Medellín y sus implicaciones socioculturales en el valle de Aburrá» (pdf).  En Crespo, Esteban; Mosquera, María, eds. Questiones Urbano Regionales (Quito, Ecuador: Instituto de la ciudad) 2 (3): 10 - 32. ISSN 1390-9142. Consultado el 5 de julio de 2023.
Alberti, Juan; Beltrán, Oscar; Juárez, Rodrigo; Pereyra, Andrés (octubre de 2022). Líneas A y B del Metro de Medellín: luces y sombras de un megaproyecto transformador (pdf). Estudios de caso de metros en América Latina y el Caribe. Biblioteca Felipe Herrera del Banco Interamericano de Desarrollo: Banco Interamericano de Desarrollo. doi:10.18235/0004509. Consultado el 3 de julio de 2023. 